# Ходецкий, Станислав (воевода русский)
Станислав Ходецкий (из Ходча) (ум. ок. 1474) — польский государственный деятель, староста галицкий (с 1452 года), каштелян галицкий (1460), староста каменецкий (с 1461 года) и теребовольский (с 1461 года), каштелян львовский, воевода подольский (1462—1465) и русский (1466—1474).

## Биография
Представитель польского шляхетского рода Ходецких герба Огоньчик, владевшего имениями в Галицкой земле. В 1452 году получил должности старосы крушвицкого и галицкого, в 1460 году занимал звание каштеляна галицкого.
В 1461 году Станислав из Ходча, получив разрешение польского короля Казимира IV Ягеллончика, выкупил у Михаила Бучацкого-Язловецкого, сына генерального старосты подольского Теодориха Бучацкого, староство каменецкое, а у воеводы подольского Яна из Поморян (Грица Кердеевича)— староство теребовльское. В 1462 году получил должность воеводы подольского, а в 1466 году был назначен воеводой русским.
Основатель местечка Комарно, а также костёлов в Румне и Комарном.

## Семья
Был женат на Барбаре Пилецкой (ум. после 1508), дочери старосты, воеводы и каштеляна краковского Яна Пилецкого (ум. 1476), от брака с которой имел восемь сыновей и четырех дочерей:
- Николай Ходецкий (1460—1491), староста галицкий (1487), дворянин королевский, каштелян львовский и гетман земли Русской (1490)
- Ян Ходецкий (ум. 1497), дворянин королевский, староста галицкий (1474), староста каменецкий и теребовльский (1474)
- Станислав Ходецкий (ум. 1529), староста галицкий (1488), гетман польный коронный (1492—1499, 1501—1505), каштелян львовский (1496—1505), староста львовский (1501), маршалок великий литовский (1505), староста любачевский
- Пётр Ходецкий (ум. после 1508), староста галицкий (1488), каштелян галицкий и ротмистр королевский (1502)
- Андрей Ходецкий (ум. 1506/1507), староста галицкий (1492), епископ каменецкий (1501),
- Спытко Ходецкий (ум. после 1497), староста галицкий (1492—1494)
- Отто Ходецкий (ум. 1534), дворянин королевский, воевода подольский (1509), русский (1515), сандомирский (1527) и краковский (1533), староста львовский, любачевский, снятынский, калушский, рогатинский, тлумацкий и коломыйский
- Рафаил Ходецкий, староста галицкий (1492—1499), ротмистр королевский
- Бурнета Ходецкая, жена воеводы подольского Павла Коло (ум. 1509)
- Анна Ходецкая (ум. после 1521), жена с 1505 года каштеляна садецкого Станислава Шафранца (ум. 1525/1527)
- Ядвига Ходецкая (ум. после 1508), жена с 1489 года подкомория львовского Михаила Бучацкого (ум. 1511)
- Барбара Ходецкая (ум. после 1524), жена с 1491 года каштеляна малогощского Яна из Олеско, Сенно и Злочева (ум. 1508/1513).